# Right Now (SR-71)
Right Now è un singolo del gruppo musicale statunitense SR-71, pubblicato nel 2000.

## Tracce
1. Right Now – 2:49 (Allan, Walker)
2. Non-Toxic (demo) – 4:26 (Allan)
3. Transparent (demo) – 3:51
4. Right Now (versione acustica) – 2:58 (Allan, Walker)

## Formazione
- Jeff Reid - basso, cori
- Dan Garvin - batteria, percussioni, cori
- Mark Beauchemin - chitarra, tastiere, cori
- Mitch Allan - chitarra, voce

## Classifiche
- Alternative Songs: 2[3]
- Pop Songs: 30[3][4]
- Mainstream Rock Songs: 38[4]